# Janine Charrat
Janine Charrat (Grenoble, 24 de julio de 1924 - París, 29 de agosto de 2017) fue una bailarina, coreógrafa, maestra de ballet y directora de compañía francesa. Estudió danza con Jeanne Ronsay, Olga Preobrajenska, Liubov Yegórova y Alexander Volinine. Creó con Roland Petit los Ballets des Champs Élysées en 1945, formó parte de los Ballets de Paris y fundó en 1951 su propia compañía, Ballets de Janine Charrat (luego Ballet de France). Como bailarina y coreógrafa fue artista invitada de compañías y teatros de todo el mundo. Se mantuvo fiel a un concepto coreógrafico ecléctico, afín al estilo neoclásico de su mentor Serge Lifar pero también abierto a las innovaciones de sus coetáneos como Roland Petit y Maurice Béjart.

## Comienzos
Muy protegida por sus padres como hija única Janine Charrat debutó como niña prodigio con sólo doce años en el film La mort du cygne (dir. Jean-Benoît Lévy, 1937) en un pequeño papel que le encomendó Serge Lifar, autor de la coreografía de la película y director del Ballet de la Ópera de París. Durante la Ocupación conoció a través de la empresaria Irène Lidova a Roland Petit, entonces miembro del ballet de la ópera parisina, y ambos jóvenes organizaron varios recitales en la Sala Pleyel, que fueron bien recibidos por el público y la crítica. Tras la Liberación de París en agosto de 1945 estos recitales desembocaron en las soirées de la danse (veladas de la danza) celebradas con verdadera ambición profesional por la pareja Charrat-Petit en el Théâtre Sarah Bernhardt.

## Los Ballets des Champs Élysées y los Ballets de Paris
El éxito de las veladas de la danza animó a Roland Petit a formar su propia compañía, en la que Janine Charrat ocupó una posición destacada como bailarina y coreógrafa. A ella se debe la coreografía de Jeu de cartes (mús. Stravinsky) que con Les forains de Petit aseguró el éxito de la joven compañía en su debut el 12 de octubre de 1945 en el Théâtre des Champs Élysées. Éxito que se repitió en la presentación de la compañía en Londres en abril de 1946. Por su cuenta y al margen de su colaboración con Petit, Charrat coreografió en 1947 para la Opéra Comique de París Concerto nº 3 (mús. Prokófiev). Al finalizar ese año se unió a Roland Petit en su nueva aventura de los Ballets de Paris. En la primera temporada de esta nueva compañía, inaugurada en mayo de 1948 en el Théâtre Marigny, Charrat formaba con Zizi Jeanmaire y Colette Marchand el trío estelar femenino, como coreógrafa presentó Allegro (mús. Ravel), La femme et son ombre con libreto de Claudel y Adame miroir con libreto de Jean Genet, música de Darius Milhaud y escenografía de Paul Delvaux.

## Los Ballets de Janine Charrat y el Ballet de France
Divergencias artísticas y personales llevaron a la ruptura entre Charrat y Petit. Tras una breve estancia en la Staatsoper de Berlín, en 1949, para coreografiar Abraxas con libreto y música de Werner Egk Charrat fundó en 1951 su propia compañía, los Ballets de Janine Charrat (desde 1953, Ballet de France), para la que creó piezas emblemáticas como Concerto (mús. Grieg, 1951), Les Algues (mús. Guy Bernard, 1953), Héraklès (mús. Maurice Thieret, 1953). Al mismo tiempo coreografió ballets para otras compañías -p.ej. Diagramme (mús. Bach) para el Grand Ballet du Marquis de Cuevas en 1957- y para teatros como el Teatro Colón de Buenos Aires o La Scala de Milán. En 1961 Charrat sufrió un grave accidente al incendiarse su vestido durante un rodaje televisivo y aunque dejó de bailar unos años volvió pronto a la actividad dirigiendo el Grand Théâtre de Ginebra desde 1962 a 1964. En 1968 Charrat se retiró de los escenarios y en 1970 abrió un estudio de danza en París. Entre 1978 y 1988 fue asesora artística del Centro Pompidou de París. Uno de sus últimos trabajos fue la Pasión de Jesucristo, un espectáculo con actores y bailarines, presentado durante el Festival de Teatro de Aviñón en 1999.

## Distinciones
- Commandeur des arts et des lettres, 1979
- Officier de la Légion d´honneur, 1990
- Commandeur de l´ordre national du Mérite, 1995
- Commandeur de la Légion d´honneur, 1999